# آشوت سارگیسوف
آشوت آراکلی سارگیسوف (ارمنی: Աշոտ Առաքելի Սարգիսո روسی: Ашот Аракелович Сарки́сов؛ زادهٔ ۳۰ ژانویهٔ ۱۹۲۴) فیزیک‌دانان هسته‌ای ارمنی‌تبار اهل روسیه است که بر روی فناوری زیردریایی هسته‌ای، امنیت و ایمنی هسته‌ای و استقرار تأسیسات هسته ای فعالیت می‌کند. وی از سال ۱۹۹۴ عضو کامل آکادمی علوم روسیه می‌باشد و در سال ۲۰۱۴ Global Energy Prize به وی اعطا گردیده است.

## نگارخانه

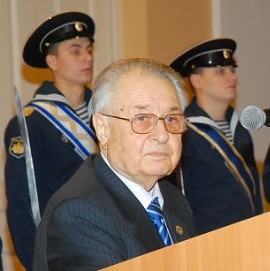